# Johannes van der Veer

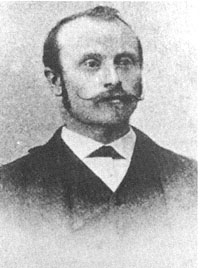
Johannes van der Veer (ca. 1895)

Johannes Koenraad van der Veer, (Hijlaard, 5 februari 1869 – Londen, 30 augustus 1928) was een christen-anarchist en tolstojaan.

## Familie
Hij was de zoon van Nanne van der Veer, handelaar in goud- en zilverwerk, broodbezorger en Anna Catharina Wijnands. Trouwde op 12 juli 1895 met Amalie Emilie Auguste Stollberg, serveerster en dienstmeisje en later letterzetster. Hun huwelijk eindigde kinderloos op 27 juni 1922. In Engeland hertrouwde hij met een zangeres en noemde zich daar John C. Vanderveer, ofwel Védévé.

## SDB
Johannes van der Veer groeide op in een armlastig gezin en ontwikkelde zich als autodidact. Bij zijn opleiding tot drukker groeide zijn sympathie voor het socialisme en later het christenanarchisme. Met een aantal vrienden richtte hij in 1886 een socialistische jongerenvereniging op, die in 1887 werd omgezet in een afdeling van de Sociaal Democratische Bond (SDB). In november 1892 wordt hij in Middelburg door de SDB aangesteld als propagandist en opent hij een boekwinkel annex sigarenzaak om in zijn levensonderhoud te voorzien.

## Tolstoj
Toen hij in 1896 werd opgeroepen voor schuttersdienst weigerde hij zich in Middelburg te melden. Als ongelovige kon hij zich niet op zijn geweten beroepen. Zijn rechtszaak trok internationale aandacht. De vertaalde brief over de motivatie van zijn weigering kwam terecht bij Tolstoj die voor internationale publicatie zorgde. Het zorgde voor een langere correspondentie tussen Van der Veer en Tolstoj.
In Nederland verkeert de eenvoudige Van der Veer tussen tolstojanen uit veel hogere kringen: de ingenieur Felix Ortt, de dominees Baehler en Kylstra, de bioloog en wetenschapper Jacob van Rees. Hij deelt echter hun strijd tegen drankmisbruik en de vivisectie en de betrokkenheid bij de kolonie in Blaricum. Over de leefomstandigheden en sfeer in de kolonie raakt hij zeer teleurgesteld. In 1901 zegt Van der Veer het christenanarchisme openlijk vaarwel omdat hij zich ergert aan de armoedecultus van de beweging. Uiteindelijk voelde Van der Veer zich beter thuis bij de SDAP waarvan hij in 1900 ook lid was geworden.

## Engeland
Hij vestigde zich later in Engeland waar hij correspondent werd voor onder meer De Telegraaf. Hij raakte daar dermate ver van het pacifistische gedachtegoed van Tolstoj verwijderd dat hij in zijn functie tijdens de Eerste Wereldoorlog propaganda maakte voor oorlogsdeelname. Na de oorlog werd hij voorzitter van de buitenlandse journalistenvereniging in Londen. Hij stierf in 1928 als Engels staatsburger.